# Танка (місто мая)
Танка (ісп. Tancah) — руїни міста цивілізації мая у штаті Кінтана-Роо (Мексика).

## Історія
Політична історія відома недостатньо, знаходиться в стадії дослідження. Тривають суперечки щодо статусу міста: або тут мешкали намісники володарів чи існували напів самостійні ахави. У післякласичний період ймовірно було одним з торговельних пунктів. Занепало внаслідок нападів на Юкатан, яким тоді володарювало місто Маяпан, невідомих народів. За іншою версією — після занепаду Маяпану у 1440-х роках.

## Опис
Розташовано на відстані декількох кілометрів від руїн Тулума, трохи далі стоїть Коба й Шельха. Навколо руїн Танка діє екологічний парк, поряд існує невеличка традиційна громада мая (переважно для відвідування туристів). Територію вкривають тропічні ліси.
Перші будівлі були зведені наприкінці класичного і на початку післякласичного періоду — у 770—1200 роках, менша кількість — у 1200—1400 роках. На багатьох післякласичних будівлях виявлені настінні фрески, які за своїм стилем нагадують картинки Мадридського кодексу.
У межах колишнього міста мая виявлено декілька сенотів.

## Історія досліджень
Відкрито у 1922 році фахівцями 6-ї експедиції Інституту Карнегі (США). Лише у 2007 році започаткований великий проєкт під егідою Національного інституту антропології та історії Мексики. З цього часу дослідження на території архітектурної пам'ятки ведуться щорічно.